# احمد سمیر (بازیکن فوتبال، زاده ۱۹۹۴)
احمد سمیر (عربی: أحمد سمير؛ زادهٔ ۲۵ اوت ۱۹۹۴) یک ورزشکار اهل مصر است.
از باشگاه‌هایی که در آن بازی کرده‌است می‌توان به باشگاه ورزشی اسماعیلی، باشگاه ورزشی زمالک، و تیم ملی فوتبال مصر اشاره کرد.
وی همچنین در تیم‌های ملی فوتبال مصر Egypt U-20 ۳ اکتبر ۲۰۱۳ بازی کرده‌است.